# In portineria
In portineria è un dramma teatrale di Giovanni Verga, tratto da un lavoro narrativo dello scrittore, il racconto Il canarino del n.15. Rappresentato per la prima volta al Teatro Manzoni di Milano nel 1885, non incontrò il favore della critica e passò praticamente inosservato.